# Lino (color)

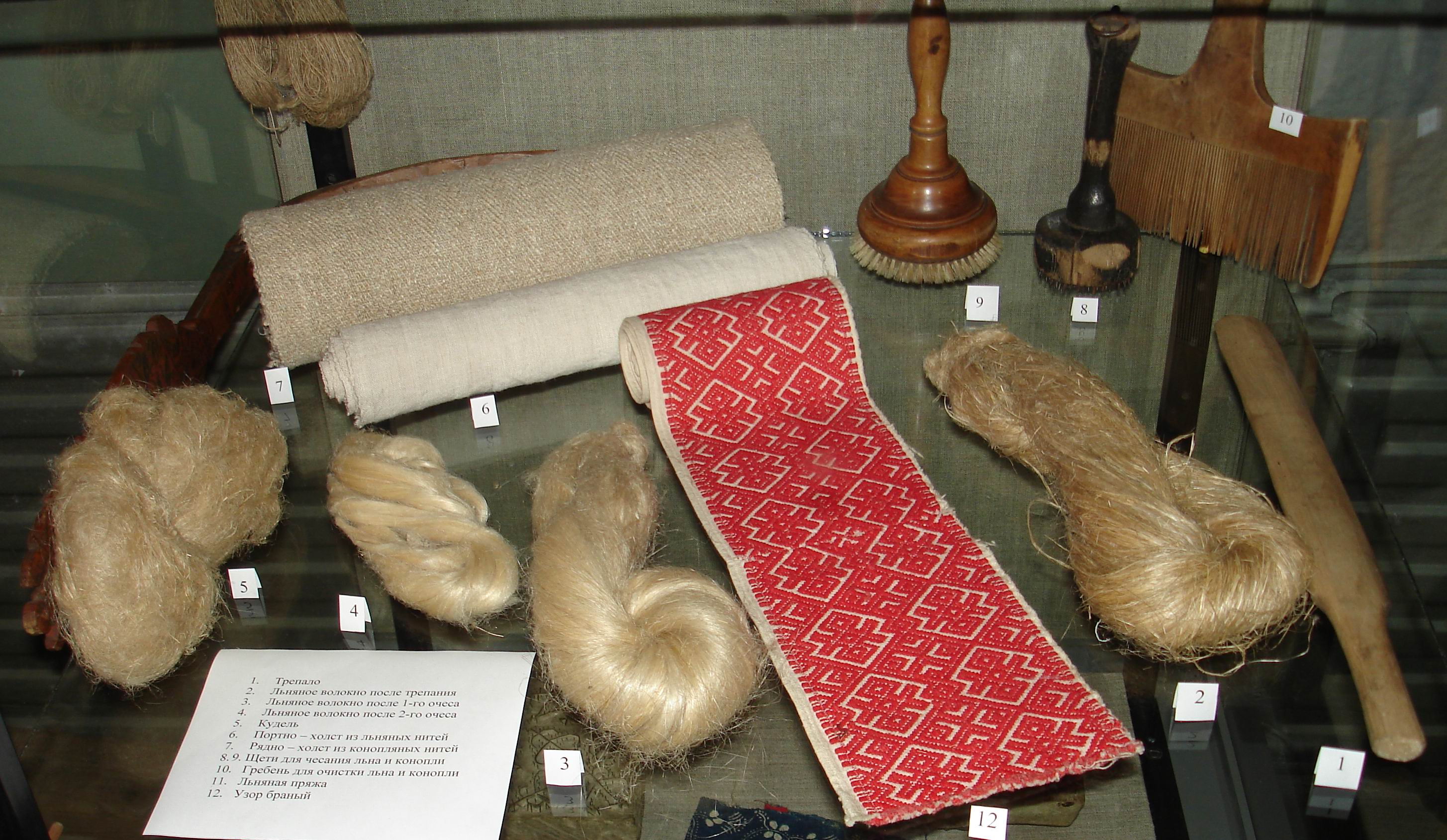
Una vez procesadas para una finalidad textil, las fibras de lino parecen cabello. En esta foto tomada en un museo del Óblast de Arjángelsk (Rusia), la muestra indicada con un 4 es una madeja de lino tras la última etapa del cardado.

Lino o lino crudo es la denominación de un color amarillo grisáceo pálido que evoca la coloración específica de las fibras secas del lino, una vez maceradas en agua.
Lino también puede denotar cualquiera de los otros colores que se originan en alguna característica cromática del lino, como el azul lino, que se basa en el color de sus flores; o el blanco lino, que alude a las fibras de lino blanqueadas.

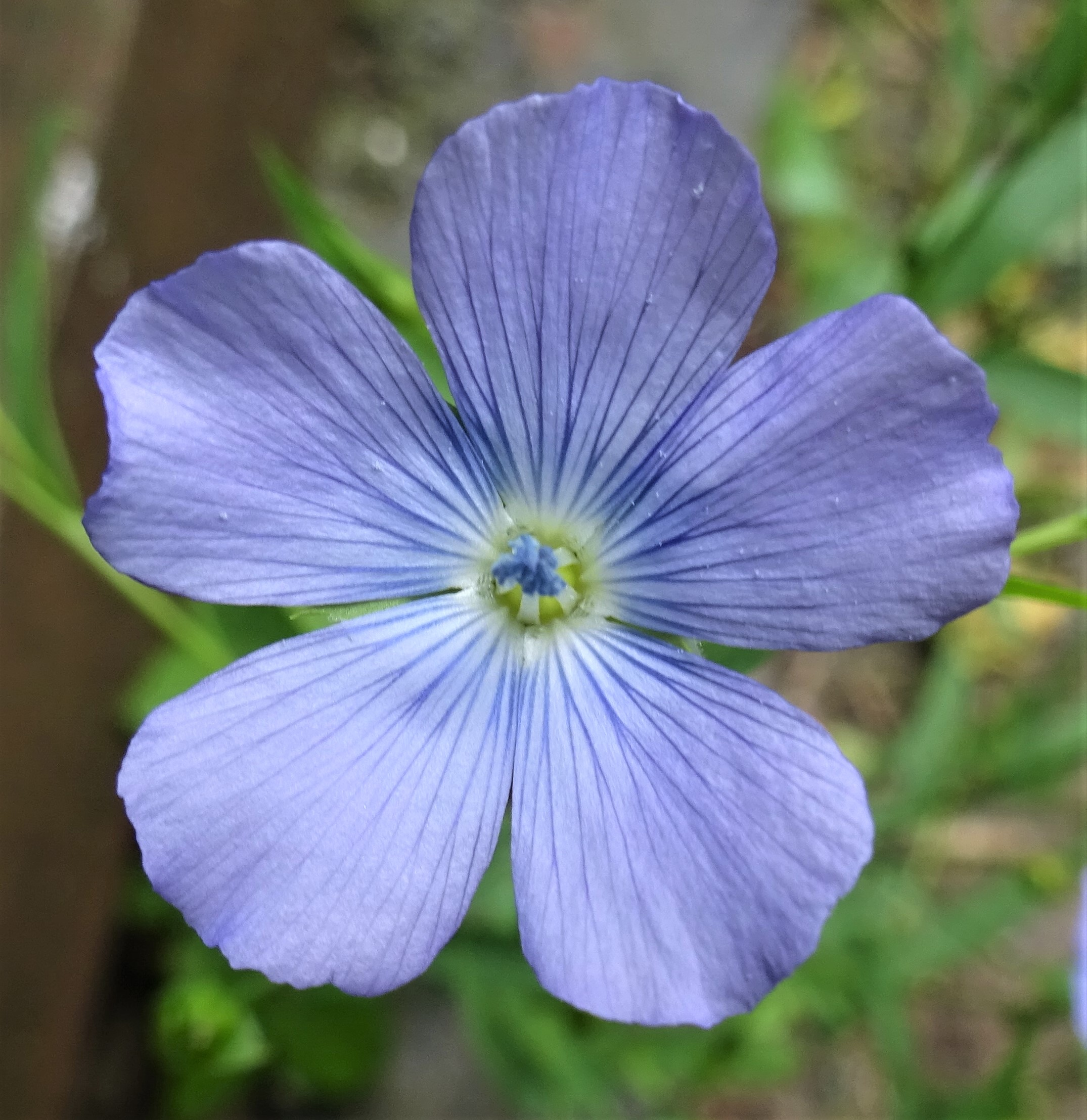
Azul lino

## Usos
El color lino generalmente se usa para describir coloraciones de telas. La comparación del lino con el aspecto y color del cabello humano es rara en español, pero es relativamente frecuente en otros idiomas.
- En francés, la locución cheveux de lin (cabellos de lino) se aplica al cabello rubio muy claro. También existe la expresión gris de lin (gris lino) para referirse a un gris similar al de las fibras de lino.[3]

- En inglés, las expresiones flaxen hair, flaxen head (cabello de lino, cabeza de lino) y similares se refieren a cabelleras que recuerdan a las fibras de lino.[4]

## Galería

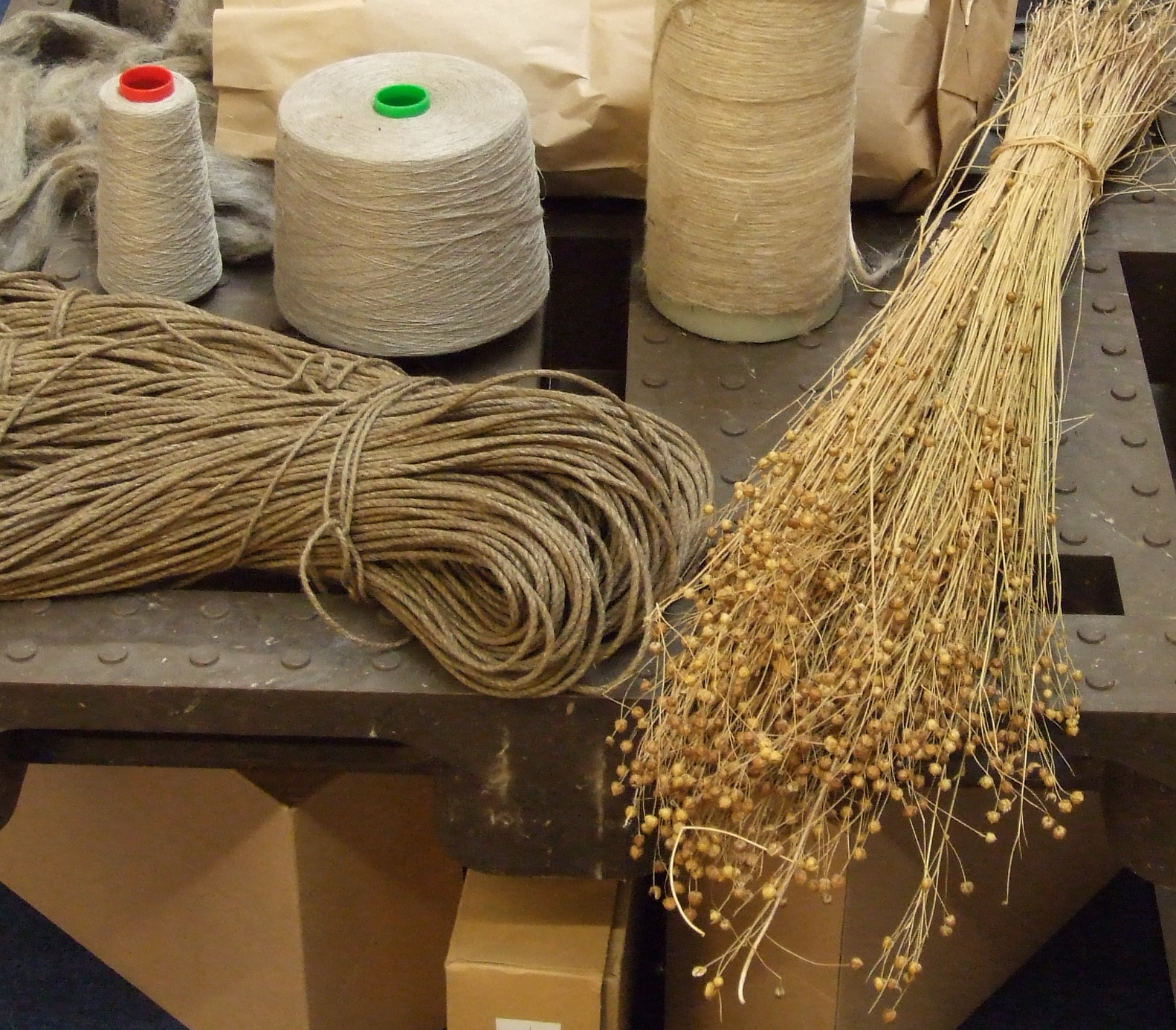
Pajas, hilos y cuerdas de lino